# WFME (AM)
WFME (1560 kHz) é uma estação de rádio AM educacional não comercial, com formato religioso, licenciada para Nova Iorque, Nova Iorque, transmitindo a 1.000 watts, sob uma autoridade temporária especial (STA). A estação pertence e é operada pela Family Radio, um ministério de rádio cristão com sede em Nashville, Tennessee.
Em 15 de fevereiro de 2021, às 11h16, a WFME ficou temporariamente fora do ar após a venda do transmissor da estação Maspeth, Queens, pela Family Radio para futura reconstrução.
Em 26 de outubro de 2021, a estação voltou ao ar de um novo local de torre, operando a 1.000 watts sob uma STA. Em 27 de maio de 2022, a emissora obteve alvará por prazo que termina em 01/06/2030. Isso deve ser substituído por um pedido de retorno à operação de 50kW. Autorização de estação